# Acarape
Acarape est une ville brésilienne du nord de l'État du Ceará.
Sa population était estimée à 14 461 habitants en 2007. La municipalité s'étend sur 155 km2.